# Baaber Bek
El Baaber Bek (en baix alemany Baaber Beek), és un rierol a l'illa de Rügen a l'estat de Mecklemburg-Pomerània Occidental a Alemanya d'una llargada d'un 1 quilòmetre.

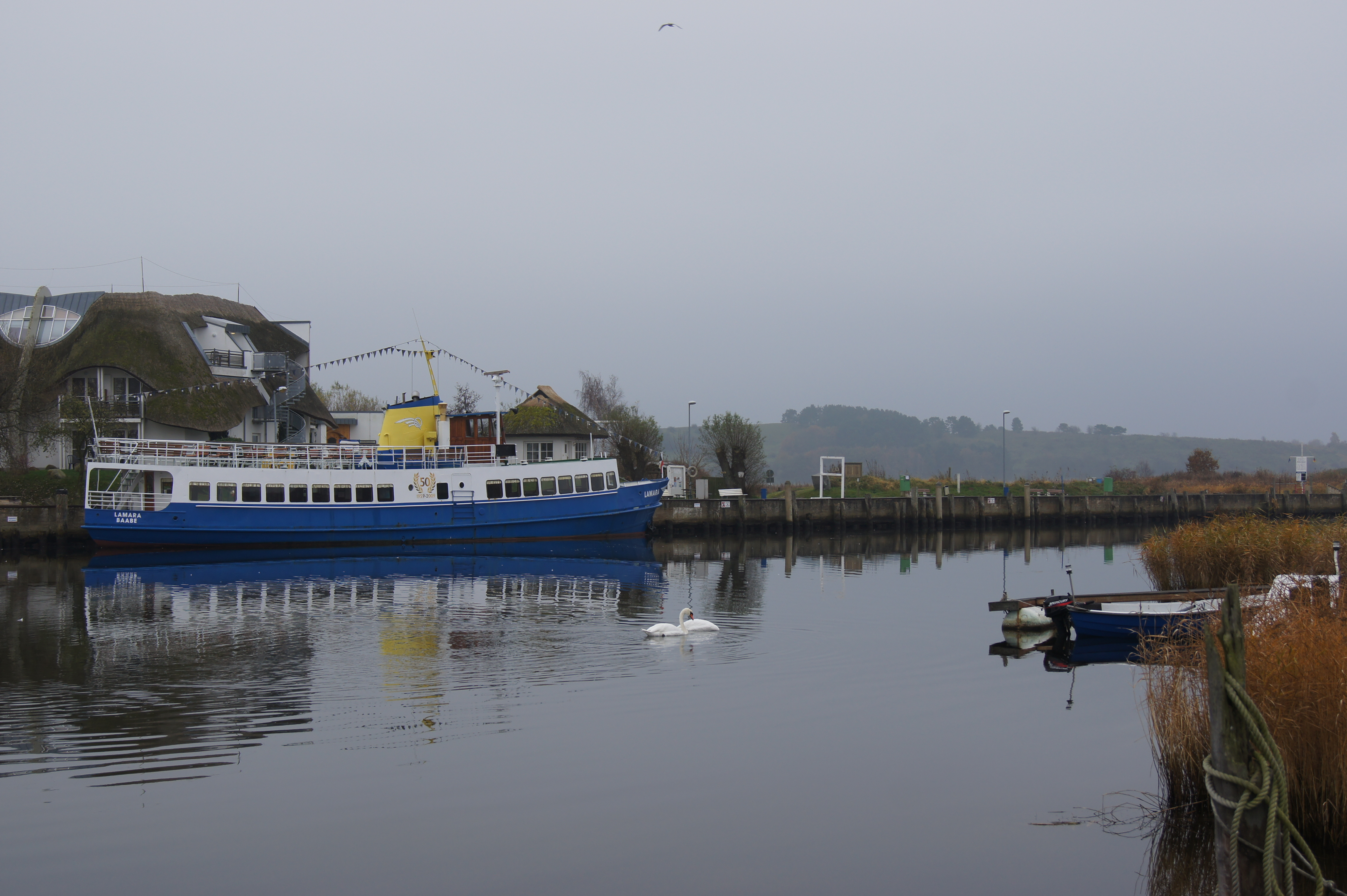
El riu entre Baabe i Moritzdörp

Connecta el llac de Sellin al Mar Bàltic via l'Having i el bodden de Rügen. És navegable per a vaixells esportius i està sotmès al moviment de la marea. Entre els nuclis de Moritzdörp i Baabe hi ha un transbordador per a vianants i ciclistes. El seu nom significa rierol de Baabe, un nucli de Sellin que es troba al seu marge.

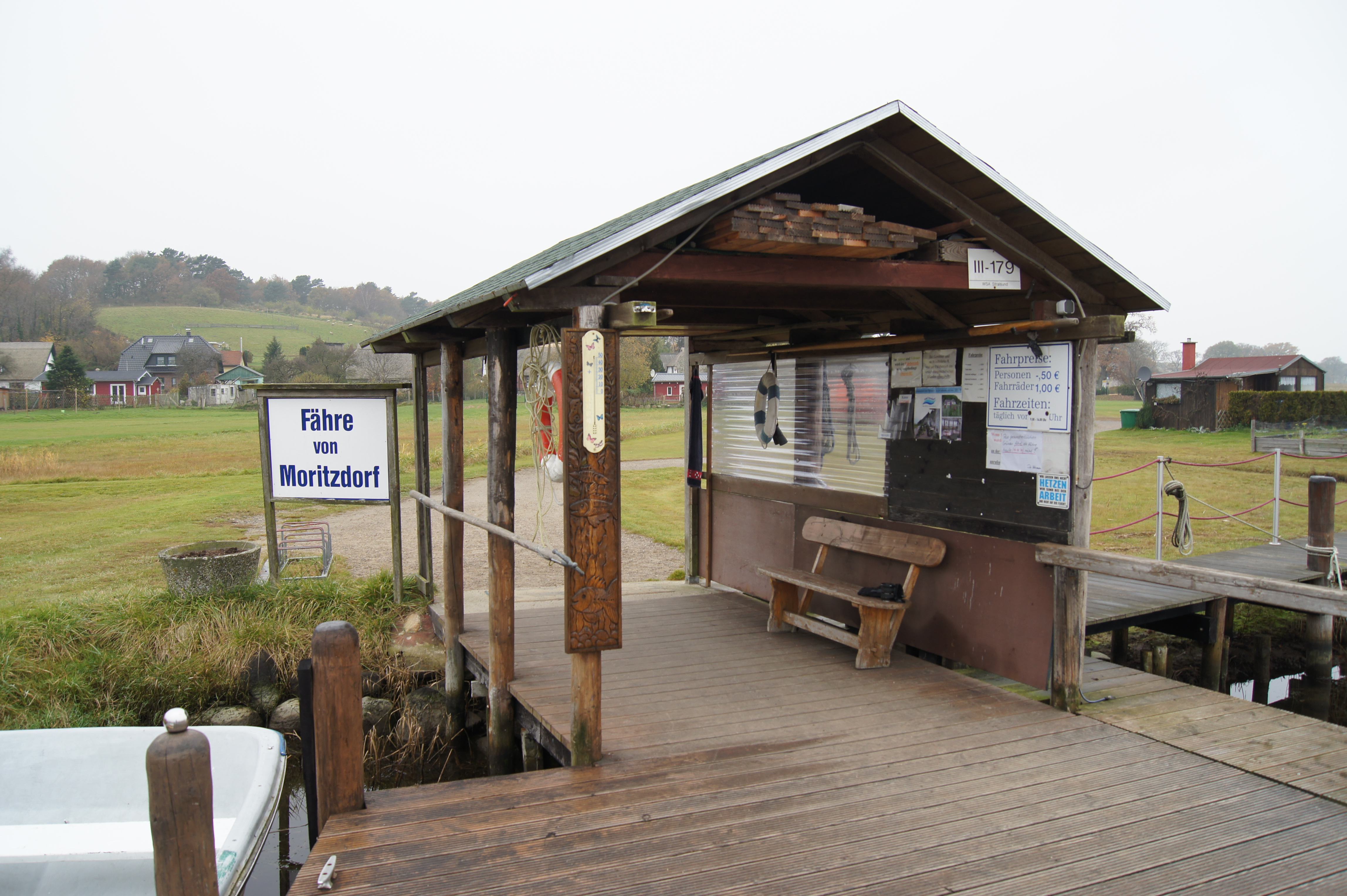
L'atracador a Moritzdörp
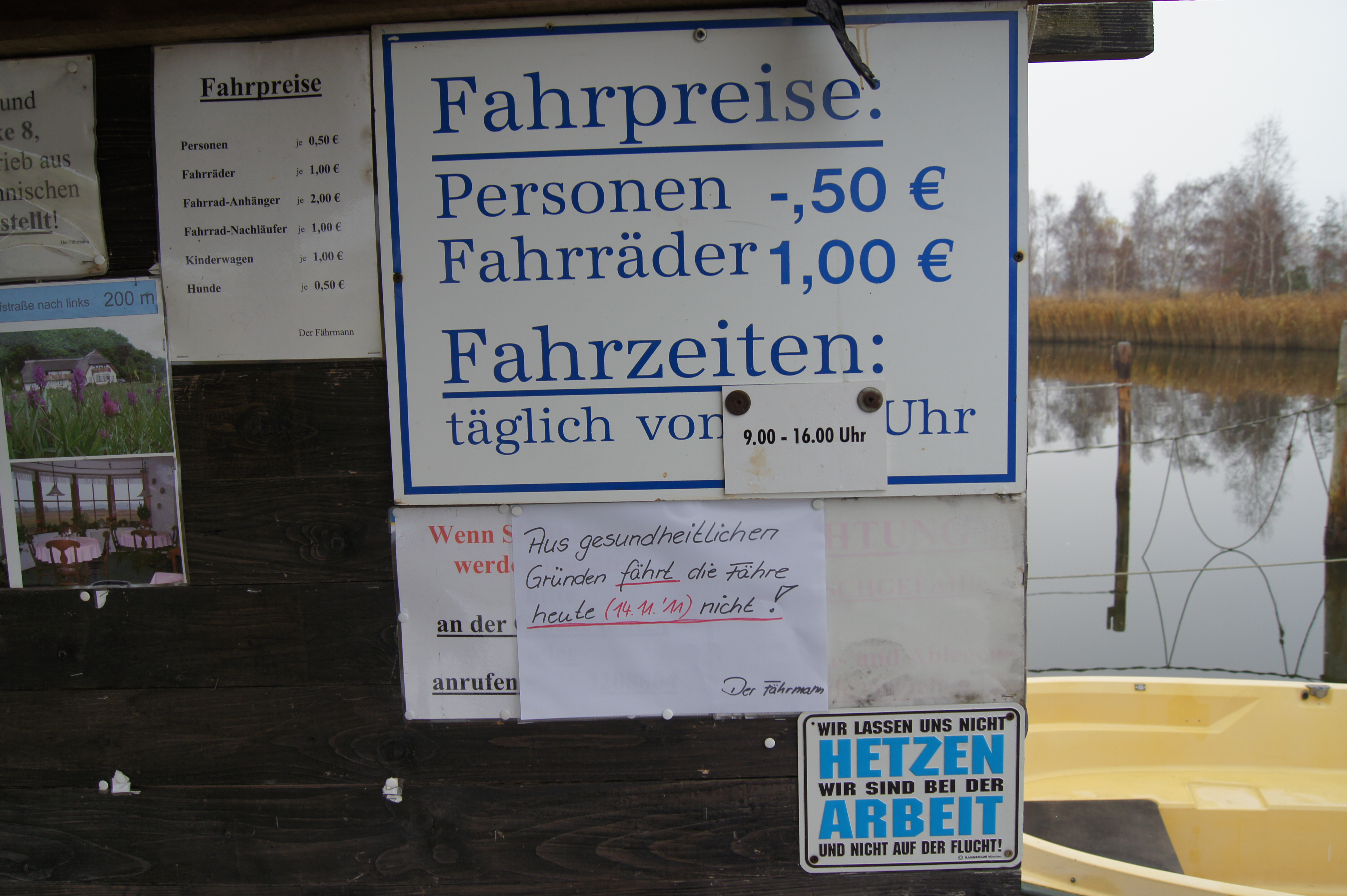
Detall de l'atracador a Moritzdörp

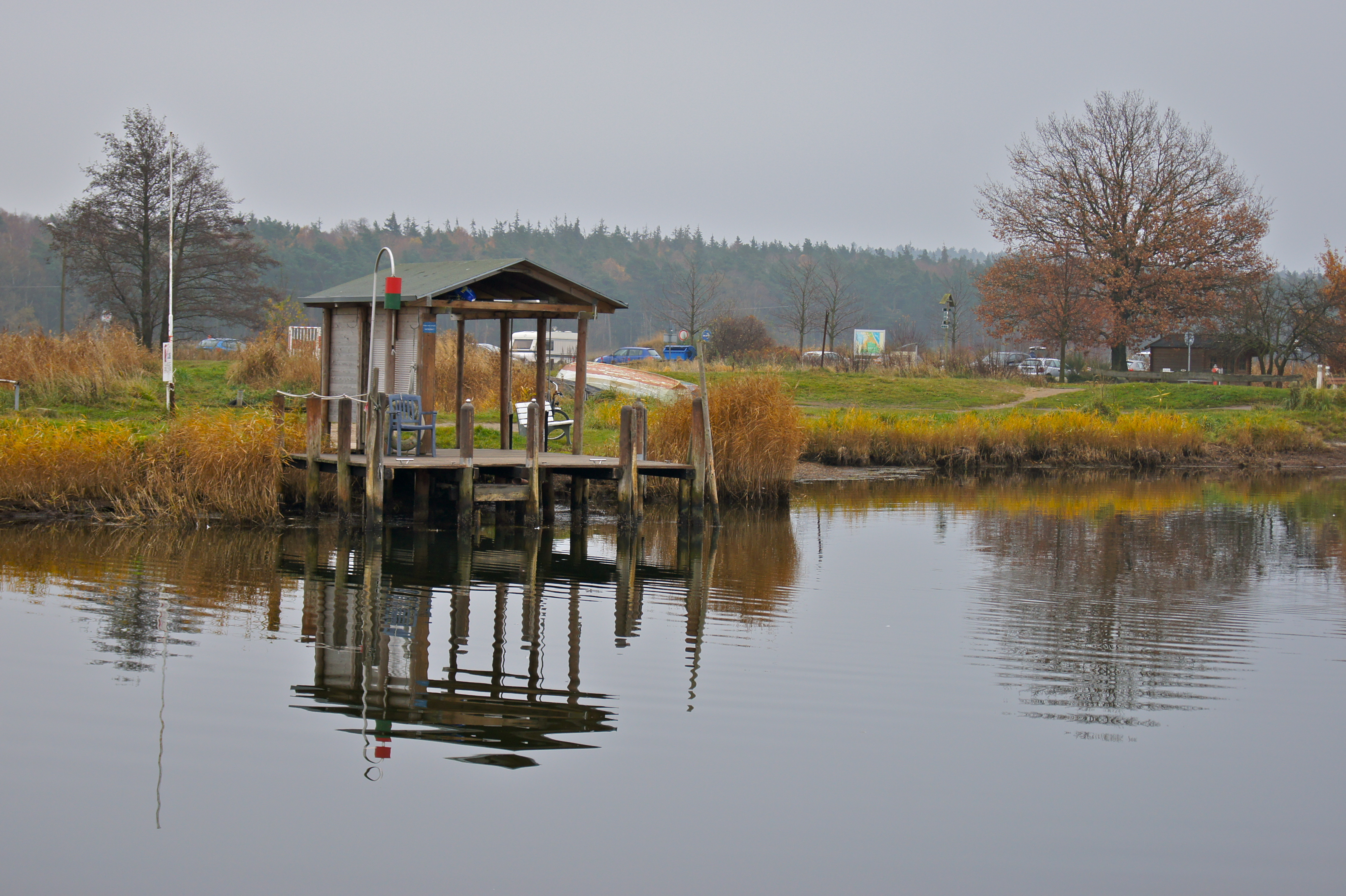
L'atracador a Baabe
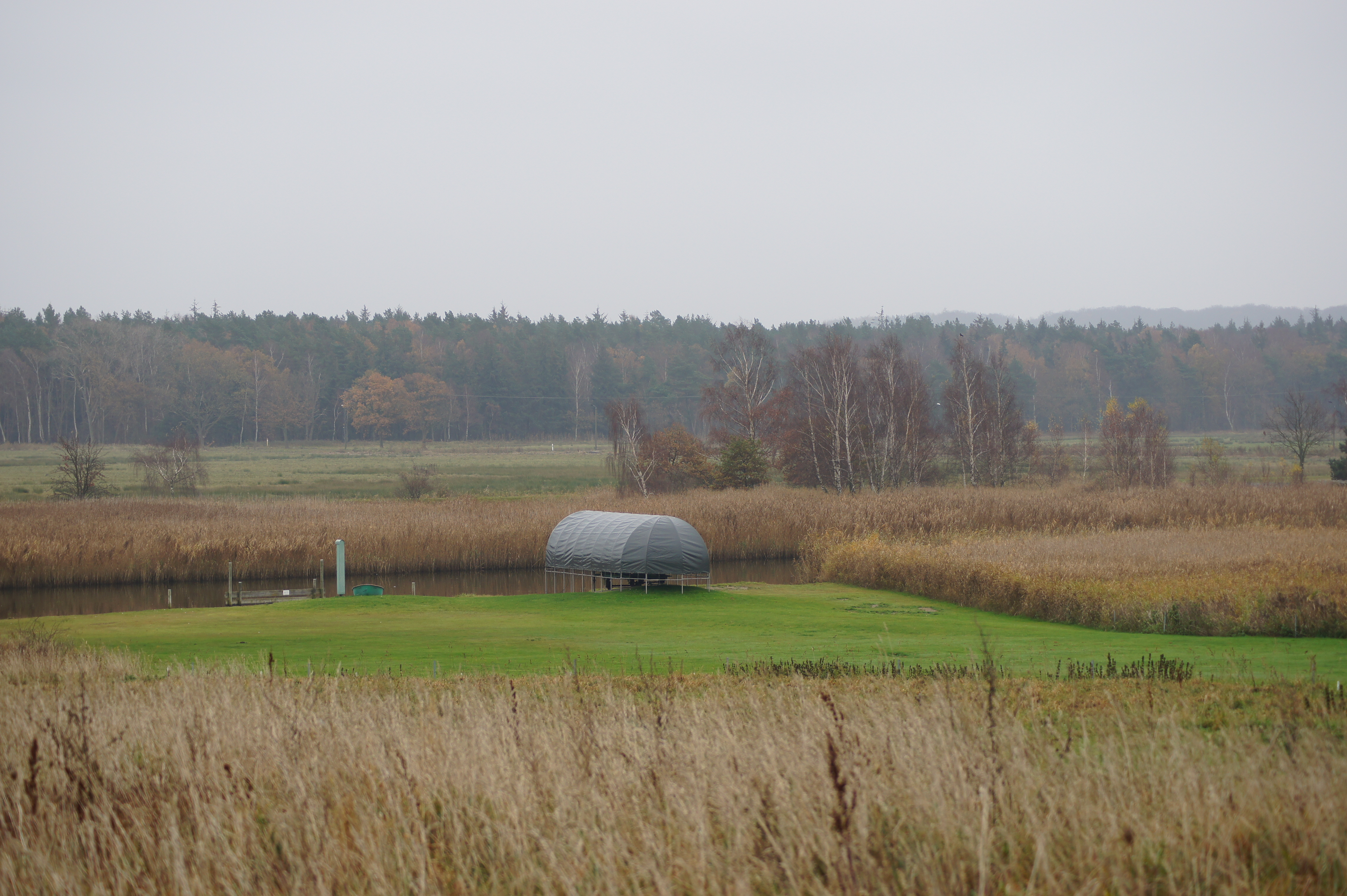
La vall del Baaber Bek

 A Wikimedia Commons hi ha contingut multimèdia relatiu a: Baaber Bek